# ماكسيميليان أبيل
ماكسيميليان أبيل (بالألمانية: Maximilian Abel)‏ مواليد 28 فبراير 1982 في فرانكفورت، ألمانيا الغربية، هو لاعب كرة مضرب ألماني يلعب باليد اليمنى. أعلى تصنيف له في الفردي كان المركز الـ 183 في سنة 2003. أعلى تصنيف له في الزوجي كان المركز الـ 470 في سنة 2003.